# Црвена харинга (идиом)
Овај чланак је о идиому и логичкој грешци (заблуди). За другу употребу погледај Црвена харинга.
Црвена харинга (енгл. red herring) се односи на нешто што доводи у заблуду или одвраћа пажњу од битног или важног питања. Може бити логичка грешка (паралогизам) или књижевно средство које води читаоце или публику у правац погрешног закључка. Црвена харинга се може користити и намерно, у писању мистерија (криминалистичких романа) или као део реторичке стратегије (на пример у политици), или се може користити током образложења нечега (аргументације). 
Порекло овог израза није познато, класична (народна) мудрост је користила харингу (због јаког мириса димљене рибе) за обуку пса трагача, који прате мирис или им он скреће пажњу у лову; Међутим, модерна језичка истраживања указују на то, да је термин сковао енглески полемичар Вилијам Кобет 1807. године, позивајући се на то да је наводно једном приликом користио харинге да скрене псе трагаче од јурњаве за зецом, што заправо није била навика (пракса) ловаца. Фраза је касније позајмљена да би се обезбедио формални назив за логичку грешку (паралогизам) и књижевно средство.

## Логичка грешка
Црвена харинга је и „неформална“ логичка грешка. За разлику од страшила (човека од сламе), који се заснива на искривљеном приказу позиције друге стране, црвена харинга је наизглед прихватљива, мада на крају небитна диверзија. Према Енглеском Оксфордском речнику, црвена харинга може бити намерна или ненамерна; то не мора значити да је она свесна намера обмане.
Израз се најчешће користи при тврдњи да аргумент није битан за питање које се расправља. На пример: „Мислим да би академски услови за ученике требало да буду строжи. Препоручујем ти да подржиш ово, јер смо усред буџетске кризе и не желимо да то утиче на наше плате“. Друга реченица и ако се користи да подржи прву, не бави се истом темом.

### Примери
- Марко је добио јединицу на тесту, али види како је тужан. Не можеш га оставити да понавља разред.

То што је тужан није оправдање за неуспех. Ово је и пример мешања више логичких грешака: позивање на емоције.
- Родитељ: Не можеш ићи на журку, бојим се да ћеш се напити. Дете: Како можеш то мислити, цео дан сам радио домаћи.

Нема никакве везе између конзумирања алкохола и рада домаћег задатка. Дете овде скреће тему са нечег негативног на позитивну ствар коју је урадио.

## Средство намере
Код писања фикције или реалнијем приступу писања, црвену харингу писац може намерно користити да би створио лажни траг који води читаоце и публику до погрешног закључка. На пример лик епископа Арунгароса у Ден Брауновом роману "Да Винчијев Код" је представљен током већег дела романа као центар завере цркве, али је касније откривено да је он преварен од стране правог негативца приче. Име тог лика је слободан превод италијанског „Црвена харинга“(Haringa rossa; роса заправо значи розе или ружичасто).

## Историја идиома
Аутентична прича о црвеној харинзи како је рекао Вилијам Кобет 1807. године :
"Када сам био дечак, ми смо, како би се привукла пажња пса често на трагу зеца, којег смо поставили доле као да је наша приватна својина, и да дође до лова, рано ујутру, и превлачили црвену харингу, везану на узе, четири или пет миља преко живе ограде и одводних канала, преко поља и кроз низије, док нисмо дошли до тачке, где смо били прилично сигурни да је ловци неће уочити ; и, (иако бих, ни у ком случају, треба разумети, као поређења уреднике и власнике на лондонском дневној штампи према животињама пола тако мудар и тако веран као псима, не могу да престанем да мислим, да, у случају на који ми мислимо, мора да су били преварени, у почетку, од  неког политичког варалице."

У буквалном смислу не постоји риба „црвена харинга“; ово се односи на посебно јаке харинге, риба (обично харинга), која је баш укочена у саламури или је јако димљена. Овај процес даје рибу посебног, опорног („тужног“) мириса, а у довољно сланој води њено тело постаје црвенкасто. У буквалном смислу овако конзервисана „харинга“ датира још из средине 13. века, у песми „Расправа“ Волтера од Биберсворта.
До 2008. године мислило се да „црвена харинга“ потиче из технике обуке мириса младих пса трагача. Постоје варијације приче али према једној верзији оштар мирис црвене харинге је остављан дуж пута док младо штене не би научило да прати мирис. Касније када би већ пас био обучен да прати избледели мирис лисице или јазавца, тренер би оставио мирис црвене харинге (остављајући јак мирис који збуњује животињу) особито на самом трагу животиње, доводећи пса у заблуду. Пас би на крају научио да прати изворни мирис уместо јачег мириса. Варијације ове приче је дата, без помињања дела о тренингу у The Macmillan Book of Proverbs, Маxимс, и Famous Phrases (1976) где је најраније употреба забележена од стране W. Ф. Бутлеровог Живота у … , који је објављен 1849. Године. Бреверов речник “Phrase and Fable”(1981) даје пуну фразу као “Вучење црвене харинг дуж пута”, идиом који значи “скренути пажњу са главног предмета, због неких споредних питања”. Овде се опет индицира на “сушену, димљену и слану харингу која буде вучена дуж пута, уништава мирис лисице и пас постаје кривац”. Другу варијанту приче о псу даје Роберт Хенриксон 1994. који каже да су одбегли осуђеници користили оштар мирис харинг да заваравају псе трагаче у потери за њима.
Према пар чланака написаних од стране професора Џералда Кохена и Роберта Скот Роса објављених у Коментарима на Етимологију 2008, подржани од стране Оксфордског Енглеског речника, идиом не потиче из ловачке праксе. Рос је истраживао порекло приче и открио да је најстарији извор за коришћење харинге био у расправама о јахачкој вештини објављеној 1697. од стране Џералда Лангбајна. Он препоручује методу за обуку коња (не пса) провлачењем тела неке мачке или лисице како би се коњ провукао на хаос ловачке журке. Он казе да ако нека мртва животиња није доступна, црвена харинга ће послужити као замена. Ову препоруку је погрешно протумачио Николас Кох и објавио је у напоменама своје друге књиге (отприлике у исто време) да се харинга користи за обуку паса(не коња). У овом случају харинг није коришћена за одвлачење пажње паса или коња већ за навођење истих дуж дате стазе.
Најстарији извор о коришћењу харинге за одвлачење пажње псима је чланак објављен 14. фебруара 1807. Од стране радикалног новинара Вилијама Кобета у његовом полемичном Политичком Регистру. Према Кохену и Росу, а потврђено од стране ОЕД, ово је изборно порекло фигуративног значења црвене харинге. Међутим, у свом Политичком регистру Кобет критикује Енглеску штампу која је грешком пренела вести о Наполеоновом поразу у рату. Кобет наводи да је и он некада користио црвену харингу како би скренуо пажњу паса при гоњењу зеца, додајући да је “то само пролазан ефекат политичке црвене харинге, јер на крају мирис постаје хладан као камен”. Куинион на крају закључује: ”Ова прича и Кобетово проширено издање исте 1833. Била је довољна да се дође до фигуративног значења црвене харинге у главама циталаца, али нажалост дошло се и до погрешних закључака и идеја да је црвена хринга потекла из праксе ловаца”.

### Свакодневна употреба
И ако је Кобет популаризовао фигуративну употребу црвене харинге он није први разматрао њену употребу за тренирање пса у дословном смислу; ранији извори се јављају у памфлету Nashe's Lenten Stuff објављеног 1599. године од стране елизабетинског писца Томаса Неша, у којем се каже: ”навести пса да зелута у мирису, и то црвеном харингом, то није компатабилно једно са другим”. Енглески Оксфордски речник не признаје Нешову тврдњу и његово фигуративно значење црвене харинг за одвлачење пажње са жељеног места, већ признаје искључиво буквално одређење овог појма као ловачке праксе при тренирању паса трагача.